# Phaeosphaeria fuckelii
Phaeosphaeria fuckelii är en svampart som först beskrevs av Niessl ex W. Voss, och fick sitt nu gällande namn av L. Holm 1957. Phaeosphaeria fuckelii ingår i släktet Phaeosphaeria och familjen Phaeosphaeriaceae.  Arten är reproducerande i Sverige. Inga underarter finns listade i Catalogue of Life.